# Canine Hills
Die Canine Hills (englisch für Eckzahnnhügel) sind eine Gruppe schneebedeckter Hügel im ostantarktischen Viktorialand. Sie erstrecken sich mit nordwestl-südöstlicher Ausrichtung über eine Länge von 18 km und bilden die östliche Hälfte des Molar-Massivs in den Bowers Mountains.
Das New Zealand Antarctic Place-Names Committee benannte sie 1983 auf Vorschlag des neuseeländischen Geologen Malcolm Gordon Laird (1935–2015) im Kontext zur Benennung des Molar-Massivs und des Incisor Ridge.